# Kenya i olympiska sommarspelen 1956
Kenya deltog med 25 deltagare vid de olympiska sommarspelen 1956 i Melbourne.  Ingen av landets deltagare erövrade någon medalj.